# Harira
Harira – zupa charakterystyczna dla kuchni berberyjskiej obszaru Maroka. Obecnie popularna w całej kuchni Maghrebu. W Tunezji nazywana lablabi.
Zupa, dzięki składowi i doborowi przypraw, ma charakter rozgrzewający. Jej tradycyjnym zadaniem jest przywracanie muzułmanom sił po poście w okresie ramadanu. Podstawą tworzenia dania jest mięso baranie (może to być też wołowina lub drób) z dodatkiem mieszanki ciecierzycy, bobu, grochu i soczewicy (ewentualnie z pojedynczymi gatunkami tych roślin strączkowych). Dodaje się też pewną ilość warzyw, ziół i przypraw (cebula, seler, pietruszka, kolendra, szafran, imbir, pieprz), oliwę i kuskus, makaron lub ryż. Całość gotuje się w wielkich garnkach dla dużych rodzin i podaje (skropione sokiem cytrynowym lub limonkowym) z jajami gotowanymi na twardo, plackami lub suszonymi figami.
Nazwa pochodzi od arabskiego harr – gorący.

## Galeria

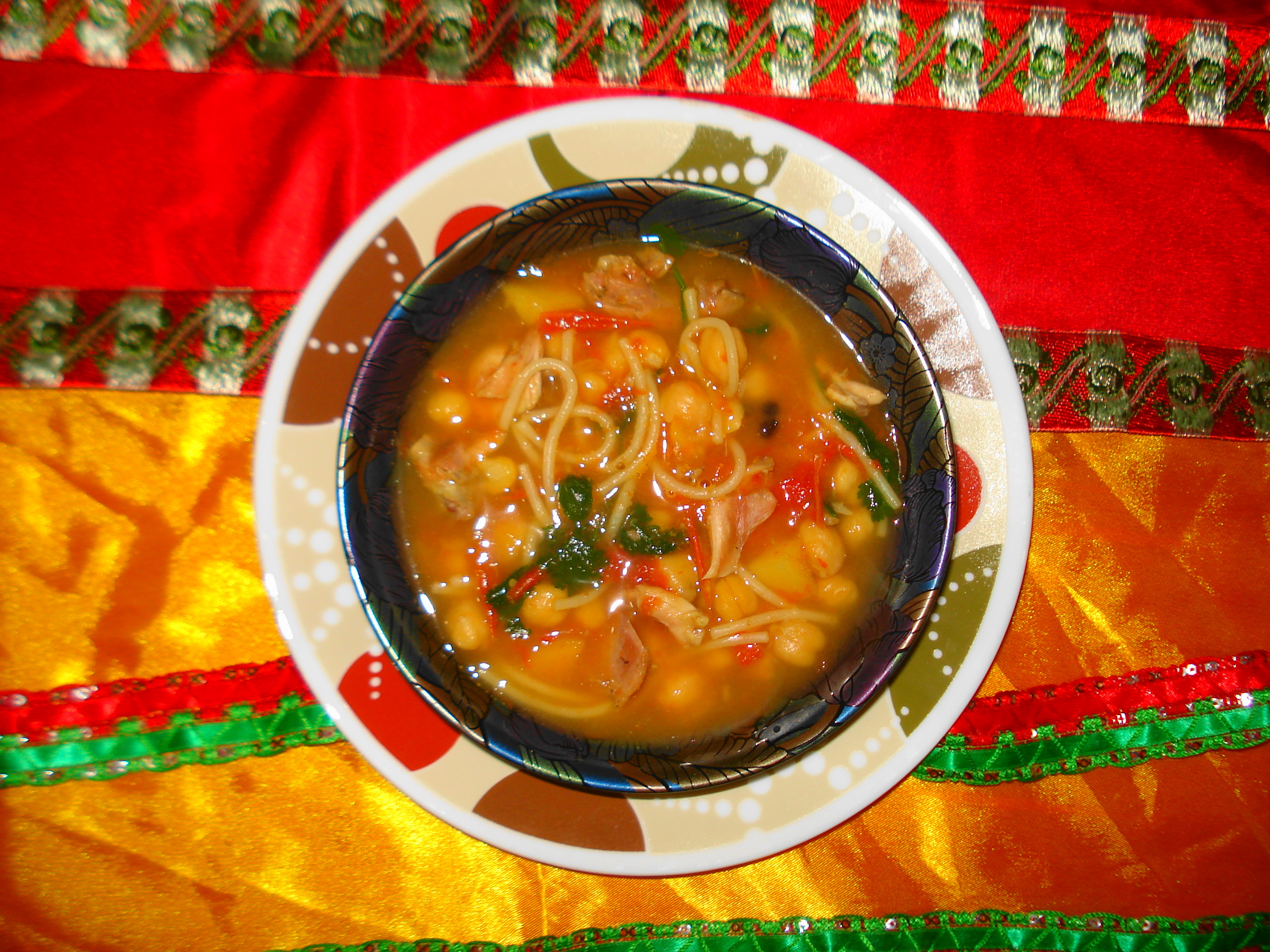
Harira w Maroku
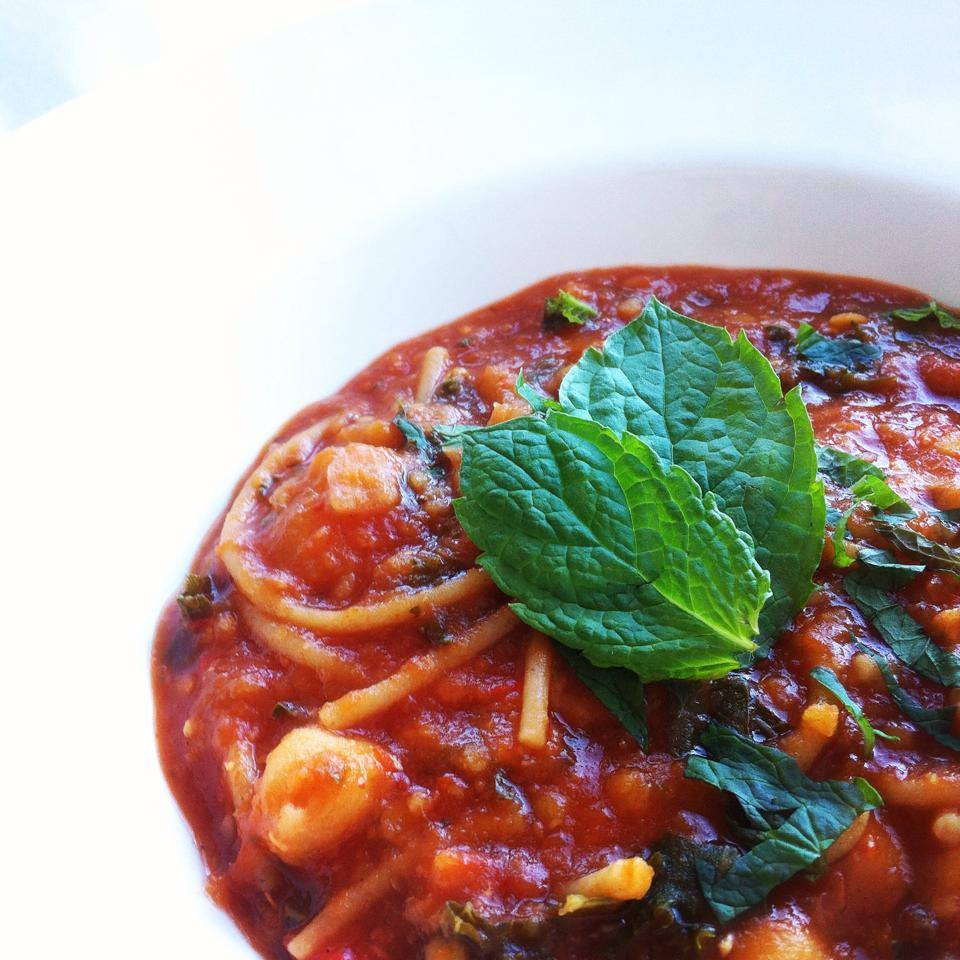
Talerz hariry
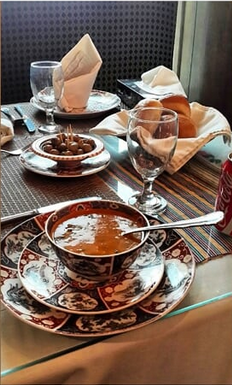
Harira w misce
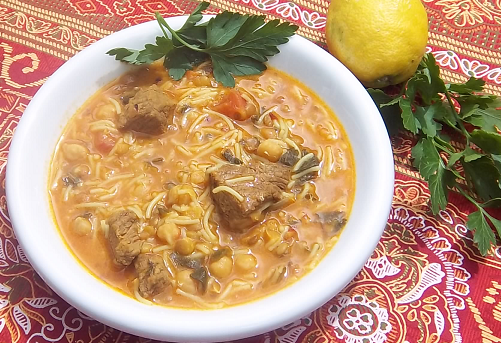
Harira z makaronem